# 白耳奇鹛
白耳奇鹛（学名：Heterophasia auricularis）是画眉科奇鹛属的一种，生活於台灣温带森林和亚热带或热带的湿润山地林，為台灣特有種。
有時這個物種會被歸類到單型屬Malacias。它最早於1864年由羅伯特·斯文豪進行物種描述。該物種無亞種。

## 分布
白耳畫眉是台灣的特有種，棲息於多種森林和林地環境中。這種鳥類是部分垂直遷徙的物種，夏季時在海拔1,200—3,000米（3,900—9,800英尺）處繁殖（或在台灣北部為2,780米（9,120英尺）），而部分個體會在冬季下降至700米（2,300英尺），有時在特別嚴寒的時期甚至下降至200米（660英尺）。夏季時，牠們棲息於常綠森林中，包括混合的闊葉針葉林，但冬季會使用落葉林。

## 描述
白耳畫眉是一種優雅的長尾噪鶥，體長22至24 cm（8.7—9.4英寸），平均體重約40—50 g（1.4—1.8 oz）。 其頭部為黑色，眼睛周圍有一道明顯的白色條紋，條紋延伸至長而白色的絲狀羽毛。翅膀和尾巴呈深藍黑色，並帶有顯眼的白色翼斑。上背和胸部為深灰色，腹部和臀部則呈深紅褐色。喙為黑色，腿則為棕肉色。雄雌外觀相似，而幼鳥的羽毛尚未被描述。

## 行為
白耳畫眉是一種活躍的覓食者，捕食各種獵物和食物。牠會從花朵中捕捉昆蟲，也會取食花蜜、橡實、漿果、水果和種子。白耳畫眉有適應吸食花蜜的刷狀舌頭，但並不完全依賴花蜜為食。當有機會時，牠會與冠羽畫眉一起在開花的樹上覓食。 牠也會捕食鳥蛋和雛鳥，如冠羽畫眉的巢中的幼鳥。 白耳畫眉會在從樹冠到森林地面之間覓食，但通常在較高處覓食，可能單獨行動，也可能成對或小群體活動。牠的繁殖行為尚未被深入了解；儘管該物種並不害羞，目前已知的是牠會在高大的樹冠上築巢。

## 文化
2011年10月，白耳畫眉以一萬五千一百九十票得票數，成為台中市鳥。